# پانولا، شهرستان کرنشاو، آلاباما
پانولا (به انگلیسی: Panola) یک منطقهٔ مسکونی در ایالات متحده آمریکا است که در شهرستان کارنشو، آلاباما واقع شده‌است. پانولا ۱۸۷٫۱۵ متر بالاتر از سطح دریا واقع شده‌است.